# Central (Ghana)
Central is een in het zuiden gelegen administratieve regio van Ghana. In het zuiden heeft de regio een kustlijn aan de Golf van Guinee. Verder grenst Central aan de regio Ashanti in het noorden, Eastern in het noordoosten, Greater Accra in het oosten en Western in het westen.

## Bevolking
Volgens de volkstelling van 2010 telt de regio Central ruim 2,2 miljoen inwoners, hetgeen een verdrievoudiging is vergeleken met de volkstelling van 1960.
| Jaar | Bevolking | Bevolkingsdichtheid | Urbanisatiegraad |
| ---- | --------- | ------------------- | ---------------- |
| 1960 | 751.392   | 76,5                | 28%              |
| 1970 | 890.135   | 90,6                | 29%              |
| 1984 | 1.142.335 | 116,3               | 29%              |
| 2000 | 1.593.823 | 162,2               | 38%              |
| 2010 | 2.201.863 | 224,1               | 47%              |

In 2010 is zo'n 40% van de bevolking 14 jaar of jonger, terwijl 7% zestig jaar of ouder is.

#### Religie
De meeste inwoners in de regio Central zijn christelijk (83%). Ongeveer 42% van de bevolking behoort tot het protestantisme of een andere christelijke groepering. Iets minder dan een op de drie inwoners behoort tot de charismatische beweging of tot het pentecostalisme (30%). Eén of de negen inwoners zijn lid van de Katholieke Kerk in Ghana (11%). Verder is zo'n 9% islamitisch. Minder dan 1% hangt een vorm van natuurgodsdiensten aan en 7% is ongodsdienstig.

## Districten
Central is onderverdeeld in dertien districten:
- Abura/Asebu/Kwamankese
- Agona
- Ajumako/Enyan/Essiam
- Asikuma/Odoben/Brakwa
- Assin North
- Assin South
- Awutu/Effutu/Senya
- Cape Coast Municipal
- Gomoa
- Komenda/Edina/Eguafo/Abirem
- Mfantsiman
- Twifo/Heman/Lower Denkyira
- Upper Denkyira

Ashanti · Brong-Ahafo · Central · Eastern · Greater Accra · Northern · Upper East · Upper West · Volta · Western